# Ceraphron tertius
Ceraphron tertius är en stekelart som beskrevs av Dalla Torre 1898. Ceraphron tertius ingår i släktet Ceraphron och familjen pysslingsteklar. Inga underarter finns listade i Catalogue of Life.